# 투르크메니스탄 주재 외국공관 목록

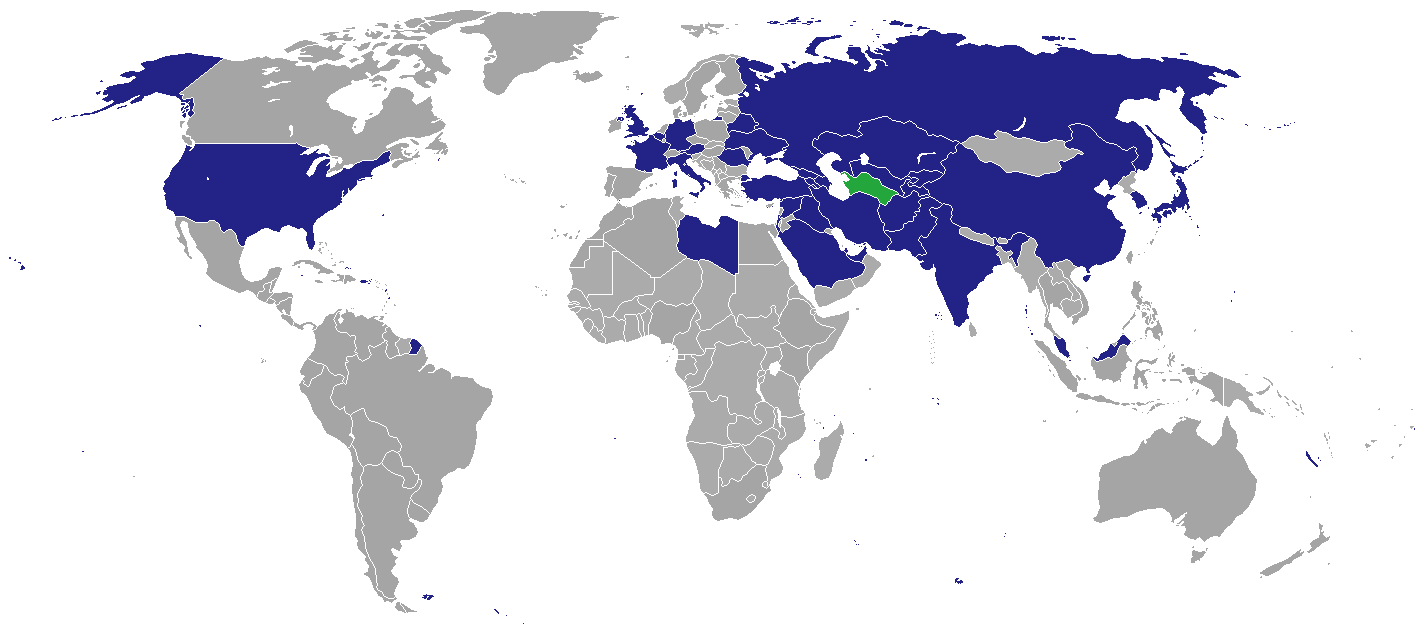
투르크메니스탄 주재 외국공관들.

투르크메니스탄 주재 외국공관 목록은 투르크메니스탄에 주재하는 외국공관(대사관 및 영사관)과 동시에 투르크메니스탄과 외교 관계는 수립했으나 투르크메니스탄에 공관을 설치하지 않은 국가에 대해 다룬다. 수도 아시가바트에 31개국 주재 대사관이 있다.

## 대사관

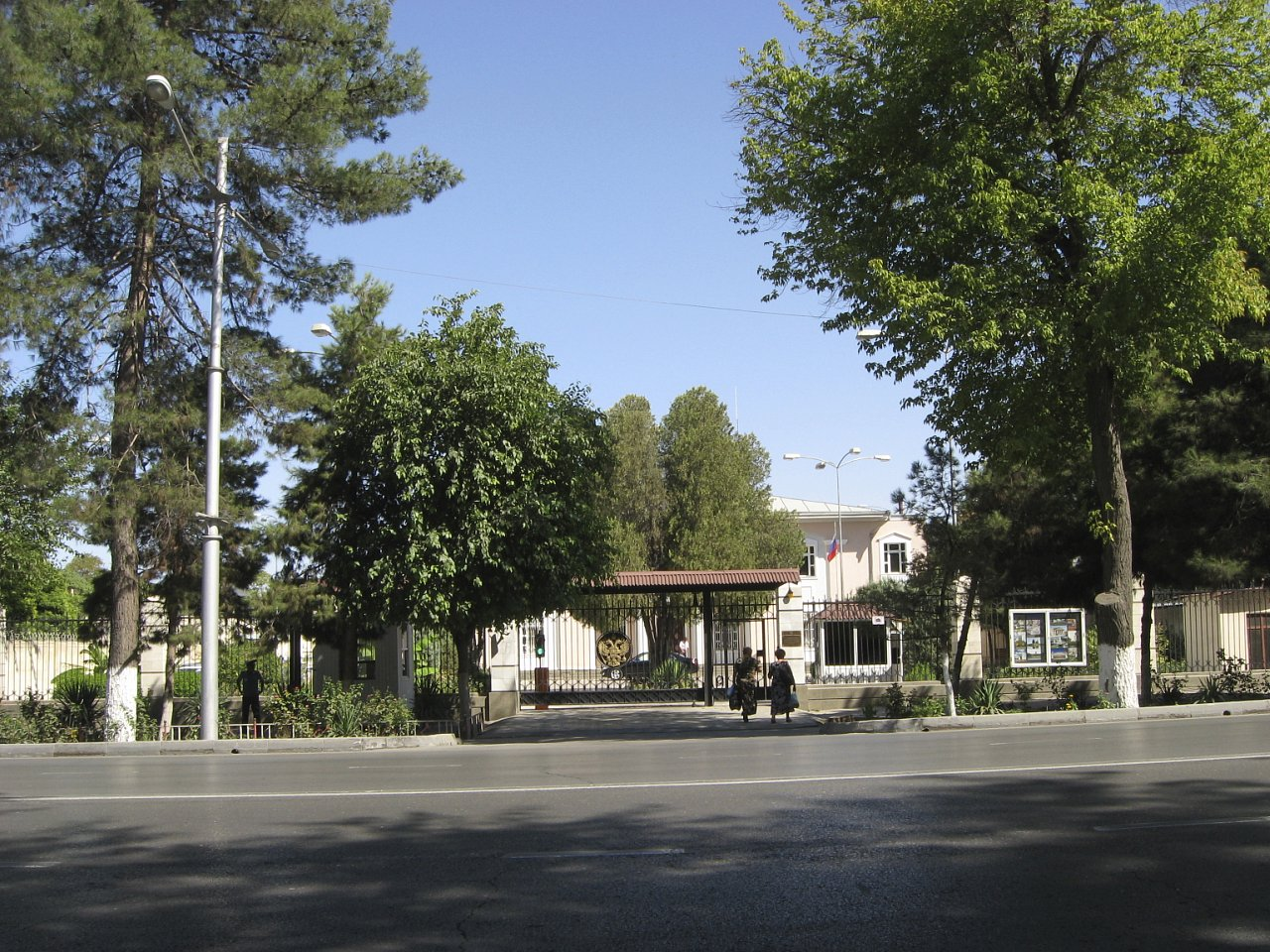
아시가바트 주재 러시아 대사관.

아시가바트
| - 아프가니스탄 - 아르메니아 - 아제르바이잔 - 벨라루스 - 중국 - 프랑스 - 조지아 - 독일 - 바티칸 시국 - 인도 - 이란 - 이스라엘 - 이탈리아 - 일본 - 카자흐스탄 - 대한민국 | - 키르기스스탄 - 리비아 - 말레이시아 - 파키스탄 - 카타르 - 루마니아 - 러시아 - 사우디아라비아 - 타지키스탄 - 튀르키예 - 우크라이나 - 아랍에미리트 - 영국 - 미국 - 우즈베키스탄 |

## 영사관
- 아프가니스탄 (메르브)
- 이란 (메르브)
- 카자흐스탄 (투르크멘바시)
- 러시아 (투르크멘바시)

## 비상주공관
| - 아르헨티나 (모스크바) - 오스트레일리아 (모스크바) - 오스트리아 (아스타나) - 벨기에 (앙카라) - 보스니아 헤르체고비나 (테헤란) - 브라질 (아스타나) - 불가리아 (아스타나) - 캐나다 (앙카라) - 크로아티아 (앙카라) - 쿠바 (바쿠) - 키프로스 (모스크바) - 체코 (타슈켄트) - 덴마크 (모스크바) - 에스토니아 (아스타나) - 핀란드 (헬싱키) - 그리스 (모스크바) - 과테말라 (뉴욕) - 헝가리 (테헤란) - 아이슬란드 (모스크바) - 인도네시아 (테헤란) - 아일랜드 (모스크바) - 라트비아 (타슈켄트) | - 리투아니아 (바쿠) - 몰타 (발레타) - 멕시코 (앙카라) - 몰도바 (키예프) - 네팔 (모스크바) - 네덜란드 (모스크바) - 뉴질랜드 (모스크바) - 노르웨이 (아스타나) - 팔레스타인 (타슈켄트) - 폴란드 (바쿠) - 포르투갈 (앙카라) - 세르비아 (모스크바) - 슬로바키아 (타슈켄트) - 슬로베니아 (모스크바) - 남아프리카 공화국 (아스타나) - 스페인 (모스크바) - 스리랑카 (테헤란) - 스웨덴 (스톡홀름) - 스위스 (바쿠) - 태국 (앙카라) - 베네수엘라 (테헤란) - 베트남 (모스크바) |

## 같이 보기
- 투르크메니스탄의 대외 관계
- 투르크메니스탄의 재외공관 목록